# Абруцци
Абру́цци (итал. Abruzzi), а также Абру́ццо (итал. Abruzzo) — область в Италии с населением 1 285 256 человек (на 31 декабря 2020).

## Физико-географическая характеристика

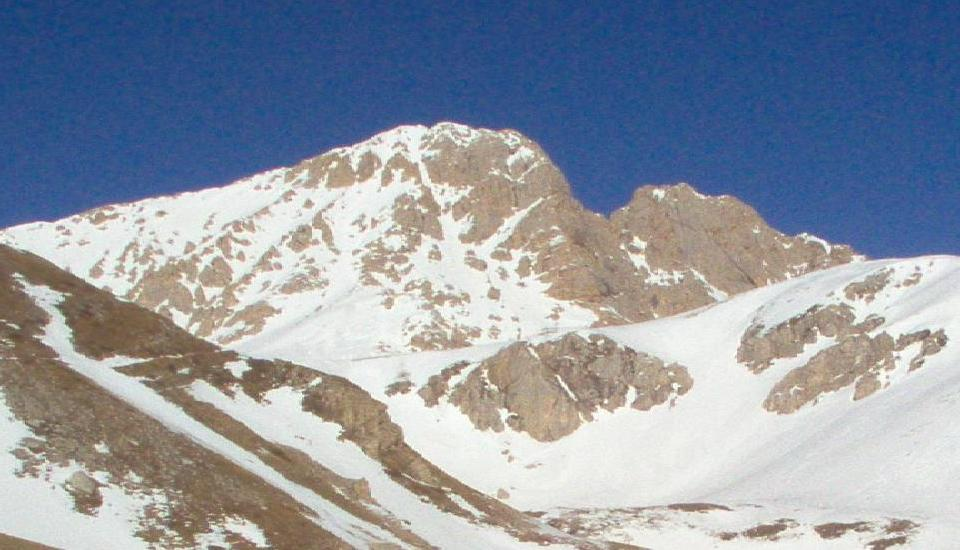
Пик Корно-Гранде массива Гран-Сассо, высочайшая точка Апеннинских гор.

Область Абруцци расположена в средней части Апеннинского полуострова на побережье Адриатического моря примерно в 100 км к востоку от Рима. Площадь области составляет 10 763 км² (13-е место в Италии), две трети территории занято горами. Самые высокие точки Абруцци — Корно-Гранде (2914 м) и Монте-Амаро (2795 м).
Столица области Абруцци — город Л'Акуила. Наиболее значимым городом области является город Пескара, расположенный на берегу Адриатического моря.
Территория области Абруцци отличается разнообразием ландшафтов: это горы в центральной части полуострова, холмистое побережье Адриатического моря с многочисленными пляжами. Крупнейшим озером области является Сканно.

## История
Человеческие поселения в Абруцци существовали, по крайней мере, со времен неолита. Скелет из Фонтеросси (недалеко от Ламы-деи-Пелиньи), известный также как «Человек из Майеллы», датируется, согласно радиометрическому исследованию, 6540 +/- 80 годами до н. э..
Название Абруццо, по-видимому, является производным от латинского слова «Апрутиум». Во времена Римской империи этот регион был известен как Пиценум, Сабина и Самниум, Фламиния и Пиценум и Кампания и Самниум. В средние века этот регион был известен как Апрутиум, возникший из четырех возможных источников: это сочетание Претутиум, или, скорее, названия народа Праэтутии, примененного к их главному городу, Интерамнии, старому Терамо. Многие города Абруцци восходят к древним временам. Корфинио был известен как Корфиниум, когда он был главным городом Пэлиньи, а позже был переименован римлянами в Пентиму. Кьети построен на месте древнего города Теате, Атри был известен как Адриа. Терамо, известный в древние времена как Интерамния и Терамне, имеет римские руины, которые привлекают туристов.
После падения Западной Римской империи в регионе доминировала череда вторжений и правителей, включая лангобардов, византийцев и венгров. Между 9 и 12 веками в этом регионе доминировали папы, и временами он был частью герцогства Сполето и (частично) герцогства Беневенто. Впоследствии норманны захватили власть, и Абруццо стал частью Сицилийского королевства, позже Неаполитанского королевства и Королевства Обеих Сицилий. 
С 1861 года — в составе единой Италии, сначала королевства, а с 1946 года — республики. Во время Второй мировой войны Абруцци находился на линии Густава, военных укреплений нацистской Германии. До 1963 года Абруцци с современной областью Молизе составляли единую область Абру́цци-э-Моли́зе.

## Население
Хотя плотность населения Абруцци увеличилась за последние десятилетия, она по-прежнему значительно ниже общенациональной — 120,84 чел./км², по сравнению с 198,8 чел./км² в среднем по Италии (2008). На уровне провинций плотность населения также распределяется неравномерно. По состоянию на 2008 год провинция Пескара является самой густонаселённой — 260,1 чел./км², тогда как в Л’Акуиле плотность населения достигает только 61,3 чел./км², хотя эта провинция и является самой большой по площади. После нескольких десятилетий эмиграции коренного населения из региона главной особенностью 1980-х годов XX в. стал значительный приток иммигрантов из стран третьего мира. Прирост населения объясняется исключительно миграционными процессами, тогда как непосредственно в Абруцци начиная с 1991 года число смертей стабильно больше, чем число рождений (за исключением 1999 года, когда эти показатели были равны). В 2008 году, по оценкам итальянского Национального института статистики ISTAT, в Абруцци проживает 59 749 иммигрантов иностранного происхождения, что составляет 4,5 % от общей численности населения региона.
Наиболее серьёзный демографический дисбаланс наблюдается между внутренними горными районами и прибрежной полосой. Самая большая провинция Л’Акуила, находясь полностью во внутренних районах, отрезана от моря и имеет самую низкую плотность населения. Постоянная внутренняя миграция населения Абруцци с гор к морю привела к почти полной урбанизации всей прибрежной полосы, особенно в провинциях Терамо и Кьети. Негативными последствиями этого процесса для внутренних районов стали обнищание и демографическое старение населения, что отражается на уровне деловой активности прежде всего в провинции Л’Акуила, которая по многим показателям является самой низкой по сравнению с другими провинциями области. Политика стимулирования экономического развития в регионе привела к созданию промышленных зон, некоторые из которых (Васто, Авеццано, Карсоли, Джисси) добились подлинного прогресса, в то время как другие (Л’Акуила) столкнулись с серьёзными проблемами после первоначального успеха. Некоторые экономические зоны, например, Сульмона и Гуардьягреле, развивались более или менее стабильно, без значительных сбоёв. Вне этих индустриальных зон главной деятельностью остаются сельское хозяйство и туризм.

## Административное деление

Провинции Абруцци

Область Абруцци делится на 4 провинции:
| Провинция | Площадь, км² | Население, чел. (2013) | Плотность, чел./км² | Число коммун |
| --------- | ------------ | ---------------------- | ------------------- | ------------ |
| Кьети     | 2588         | 396 190                | 153,1               | 104          |
| Л’Аквила  | 5034         | 308 876                | 61,3                | 108          |
| Пескара   | 1225         | 318 701                | 260,1               | 46           |
| Терамо    | 1948         | 308 769                | 158,5               | 47           |

## Экономика
ВВП Абруцци составляет 1,8 % от ВВП Италии, это примерно 26 807 млн евро. В 2006 году ВВП на душу населения составлял 20 600 евро.
В Абруцци широко развит туризм. В городах сохранились древнеримские и средневековые строения. В горах зимой работают горнолыжные курорты и базы, а летом популярен отдых на Адриатическом побережье. Развито виноделие.

## Символика
Флаг Абруцци — один из официальных символов области. Утверждён 21 мая 1999 года. Представляет собой прямоугольное полотнище тёмно-красного цвета с гербом Абруцци в центре. На гербе 3 диагональные полосы — белая вверху, символизирующая снег, зелёная посередине, символизирующая леса и синяя внизу, символизирующая море. Соотношение сторон — 2:3.